# Eduarda Braum
Eduarda Braum (sinh ngày 25 tháng 4 năm 2001) là người mẫu và hoa hậu người Brasil đã giành chiến thắng tại Hoa hậu Siêu quốc gia 2025. Trước đó, cô đã đăng quang Hoa hậu Siêu quốc gia Brazil 2025 và là người Brasil đầu tiên giành được vương miện Hoa hậu Siêu quốc gia.

## Tiểu sử
Braum sinh ngày 25 tháng 4 năm 2001 tại Afonso Cláudio, Espírito Santo, và xuất thân từ một gia đình nông dân.
Cô tốt nghiệp với bằng tiếng Bồ Đào Nha/tiếng Anh và sư phạm, nơi cô thành lập sáng kiến xã hội Protagonists of Tomorrow, một dự án giúp đỡ những người trẻ tuổi. Thông qua chương trình này, Braum đã nói chuyện với học sinh thông qua các hoạt động tại các trường công và cộng đồng.

## Cuộc thi sắc đẹp

### Hoa hậu Brasil 2021
Vào ngày 7 tháng 11 năm 2021, Braum bắt đầu sự nghiệp thi hoa hậu của mình bằng việc giành được danh hiệu Hoa hậu Hoàn vũ Espírito Santo 2021, sau khi cô được chọn đại diện cho Espírito Santo tại cuộc thi Hoa hậu Brasil 2021, và là lần đầu tiên dưới sự quản lý mới của Hoa hậu Hoàn vũ Brasil, nơi cô lọt vào Top 10, nhưng không tiến xa hơn.

### Hoa hậu Siêu quốc gia Brasil 2025
Vào ngày 4 tháng 4 năm 2025, Braum đại diện cho Espírito Santo tại cuộc thi Hoa hậu Siêu quốc gia Brasil 2025 và tranh tài với 27 thí sinh khác tại Khách sạn Sibara ở Balneário Camboriú, Santa Catarina, nơi cô đã giành được danh hiệu và người kế nhiệm cô là Á hậu 3 Hoa hậu Siêu quốc gia 2024 Isadora Murta.

### Hoa hậu Siêu quốc gia 2025
Vào ngày 27 tháng 6 năm 2025, Braum đại diện cho Brazil tại Hoa hậu Siêu quốc gia 2025 và tranh tài với 66 thí sinh khác tại Nhà hát ngoài trời Strzelecki Park, Nowy Sącz, Lesser Poland, Ba Lan. Vào cuối sự kiện, Braum đã giành chiến thắng trong cuộc thi và được trao vương miện bởi người tiền nhiệm của cô, Harashta Haifa Zahra đến từ Indonesia, trở thành người phụ nữ Brazil đầu tiên và người phụ nữ Mỹ Latinh thứ năm giành được danh hiệu sau Andrea Aguilera đến từ Ecuador trong lần tổ chức thứ 14.